# San-en NeoPhoenix
Il San-en NeoPhoenix (三遠ネオフェニックス) è una società cestistica avente sede a Toyohashi, in Giappone. Fondata nel 1965, gioca in B.League.

## Storia
Il San-en NeoPhoenix è una squadra di pallacanestro giapponese fondata a Toyohashi nel 1965. In passato ha partecipato a diversi tornei: alla Japan League 2 dal 2000 al 2002, alla JBL Super League dal 2002 al 2007, per una stagione alla Japan Basketball League nel 2008 e alla Bj league dal 2008 al 2016, vincendo il titolo tre volte tra cui due di seguito, nel 2010, 2011 e 2015. Attualmente gioca in B1 League, la massima serie del campionato giapponese di pallacanestro.

## Palmarès
- Bj league: 3

2009-10, 2010-11, 2014-15
- Japan League 2: 1

2001-02